# Rayón (Chiapas)
Rayón è una municipalità dello stato del Chiapas, in Messico, il cui capoluogo è la omonima località. Conta 5.151 abitanti secondo le stime del censimento del 2005.